# Колено Рувимово
Колено Руви́мово (или колено Реувеново; ивр. שֵׁבֶט רְאוּבֵן‎; шевет реувен) — одно из колен Израилевых. Происходило, по Библии, от Рувима, первого сына патриарха Иакова. При переселении Иакова со всем семейством из «70 душ» в Египет, у Рувима было четверо сыновей. Перед смертью Иаков лишил его права первородства за то, что он «осквернил ложе отца» с наложницей Валлой.
По переселении в Палестину потомство Рувима получило в своё владение плодородные земли за рекой Иордан (Заиорданье). Рувимиты (реубениты, или румивляне) были в числе первых отведенных в ассирийский плен. Колено Рувима не отличалось ни численностью, ни силой. Значительной роли оно в судьбе еврейского народа не играло и постепенно слилось с окружавшими его арабскими племенами бедуинов.

## История колена
Колено Рувимово образовалось, согласно Библии, уже в Египте от четырёх сыновей Рувима: Ханоха (Hanoch; Hénoc), Фаллу (Паллу; Pallu)), Хецрона (Hazron; Hetsron)) и Харми (Карми; Carmi)).
При первой переписи народа, на втором году после исхода евреев из Египта, в этом колене числилось 46 500 годных для войны людей в возрасте от двадцати лет и старше (Чис. 1:20, 21). При второй переписи, в сороковом году, их было только 43 730 (26:7). Некоторые толкователи объясняют это уменьшение колена тем, что вследствие восстания Дафана и Авирона (Датана и Абирама) из трёх линий рода Паллу-Элиаба осталась только одна, линия Немуила, брата Дафана и Авирона (Чис. 26:8—9).
Свой удел колено Рувимово получило ещё при жизни Моисея в Заиорданье. Его ближайшим соседом было колено Гадово, которое, по-видимому, находилось в известной зависимости от Рувимова (ср. Чис. 2:10, 14). Оба колена занимались скотоводством и были богаты стадами мелкого скота (Чис. 32:1, 16).
Их область лежала между речным потоком Яббоком (на севере) и потоком Арноном (на юге); на западе границу составляли северная половина Мёртвого моря и южная часть Иордана; на востоке — страна аммонитян и отчасти Сирийская пустыня. Удел собственно Рувимова колена простирался к югу до города Ароера, на правом берегу Арнона (ныне Chirbet Arair). Города Рувимова колена перечислены в Книге Чисел (Чис. 32:37—38), и полнее в Книге Иисуса Навина (Нав. 13:15 и сл.); три из них и ещё не упоминаемый в этих списках город-убежище Бецер были выделены для левитов из линии Мерари (Втор. 4:43; Нав. 20:8; Нав. 21:36 и сл.; 1Пар. 6:63—64). Граница между уделами колен Рувима и Гада менялась, отчего некоторые города (Хешбон, Дибон) иногда приводятся в числе городов колена Гадова. То есть оба колена не основали прочных политических организмов, а продолжали вести пастушеский и кочевой образ жизни. Связь их с остальными коленами западной Палестины всё более и более ослабевала.
Вначале, при завоевании Палестины под предводительством Иошуи, они исполняют обещание и сражаются в рядах всего Израиля (Чис. 32:16 и сл.; Нав. 22:1 и сл.). Быть может, память об этой братской помощи при покорении Палестины связана с «камнем Богана, сына Рувимова» (англ. stone of Bohan), стоявшим на иудео-вениаминитской границе (единственная местность в западной Палестине, сохранившая имя Рувима; ср. Нав. 15:6; 18:17). Когда заиорданские колена после завоевания Палестины вернулись в свои уделы и воздвигли там особый алтарь (Нав. 22), это вызвало подозрения у западных колен, что хотят отделиться от Израиля.
В войнах эпохи судей (1445—1045 годы до н. э.) Рувимово колено не участвует, по крайней мере, о таком участии известий не сохранилось. Отношение колена к геройскому свержению северными коленами ига ханаанейского царя, Иавина (Ябина), неизвестно, так как соответствующие стихи в песне Деворы для нас не совсем ясны (Суд. 5:15, 16). Во всяком случае, в литературных памятниках нет следов какой-либо выдающейся роли этого колена в истории Израиля.
Свои собственные интересы рувимиты (реубениты) умели защищать; так, в Хронике рассказывается, что во времена Саула они вели удачную войну с агарянами (арабами-бедуинами), которых прогнали и кочевьями которых завладели (1Пар. 5:10; ср. 1Пар. 5:18—22). Но в судьбы всего еврейского народа они не вмешивались.

Упоминается только вождь рувимитов Адина бен-Шиза (сын Шизы), как один из героев Давида (1Пар. 11:42), и Хроника сообщает, что к избранию Давида на царство прибыли в Хеврон также 120 000 вооруженных воинов из колена Рувимова и Гадова и половины колена Манассиина (12:38) .
Об организации их управления во время Давида как по религиозным, так и по государственным делам (26:32; 27:16). Отношение этих колен к образовавшимся после смерти Соломона двум отдельным еврейским царствам не известно (ср. 5:17).
Оторванность от остального Израиля облегчила соседним народам завоевание их уделов. Царь Меша в своей надписи упоминает «человека Гада», но рувимитов он не знает. Позже заиорданским коленам пришлось терпеть от зверств арамейского царя Хазаеля (2Цар. 8:12; 2Цар. 10:32—33). В речах пророков Исаии (Ис. 15; 16) и Иеремии (Иер. 48; 49) все города в уделе Рувимовом считаются уже моавитскими или аммонитскими. Достоверно известно, что ассирийский царь Тиглат-Пилесер III (в 733—732 г. до н. э.) увёл заиорданские колена в ассирийские провинции за Евфратом (1Пар. 5:26). Пророческим словом звучит предсмертная молитва Моисея: «Да живет Рувим и не умрёт, хоть будь мало число людей его» (Втор. 33:6).

## Города колена
«И сыны Рувимовы построили Есевон, Елеале, Кириафаим, и Нево, и Ваал-Меон, которых имена переменены, и Сивму, и дали имена городам, которые они построили» (Чис. 32:37—38).
«…колену сынов Рувимовых по племенам их дал Моисей: пределом их был Ароер, который на берегу потока Арнона, и город, который среди потока, и вся равнина при Медеве, Есевон и все города его, которые на равнине, и Дивон, Вамоф-Ваал и Беф-Ваал-Меон, Иааца, Кедемоф и Мефааф, Кириафаим, Сивма и Цереф-Шахар на горе Емек, Беф-Фегор и места при подошве Фасги и Беф-Иешимоф, и все города на равнине, и все царство Сигона, царя Аморрейского, который царствовал в Есевоне… Пределом сынов Рувимовых был Иордан. Вот удел сынов Рувимовых по племенам их, города и села их» (Нав. 13:15 и сл.).
В алфавитном порядке:
- Ароер — в числе других областей был отдан колену Рувимову и составил южный предел их владений[8].
- Беф-Иешимоф («дом пустыни»; Чис. 33:49) — моавитский город, при разделе достался колену Рувимову, но затем опять перешёл к моавитянам[9].
- Беф-Фегор («дом Фегора»; Втор. 3:29, Втор. 4:46)[10].
- Бецер (נצד) — город, обращённый Моисеем в место убежища для всякого невольного убийцы[11].
- Ваал-Меон (Беф-Меон; Беф-Ваал-Меон[12]; «жилище Ваала») — при Евсевии и Иерониме он всё ещё большое селение (лат. vicus maximus), назывался Balmana и считался родиной пророка Елисея[13]. Перешёл впоследствии во власть моавитян.
- Вамоф-Ваал (Бамоф-Ваал; Вааловы высоты[14])
- Дивон («место источников» или «таяние», «изнывание») — восстановлен коленом Дановым (Чис. 22:34), но Моисей отдал его колену Рувимову[15].
- Елеале (Елале, «Бог велик», «великий Бог») — ханаанский город, восстановлен и занят коленом Рувимовым. Во времена пророков Исаии и Иеремии находился под властью моавитян (Иер. 48:34)[16]
- Есевон (или Хешбон) — отдан колену, восстановившему и укрепившему этот город[17]; лежал на южной границе удела колена Гадова[18].
- Иааца («утоптанное место») — бывший моавитский город[19].
- Кедемоф («древний», или «восточный») — на востоке от Иордана, позже отданный левитам[20].
- Кириафаим (Шаве-Кириафаим; Кариафаим; «двоякий город»)[21]
- Мофааф (Мефааф[22]; «возвышение», или «красота») — город был отдан левитам[23].
- Мидава (1Мак. 9:36) — пограничный город с сохранившимися доныне остатками развалин[24].
- Надаваф (1Мак. 9:37) — пограничный город, отнят у аморреев[25].
- Нево («гора»[26])
- Сивма (в масоретском тексте Сибма или Себам; Сибама = Септ. Σβαμα)[27] — по Иерониму находился на расстоянии 500 шагов от Хешбона (Есевона) и изобиловал виноградниками[28].
- Цереф-Шахар (Церет-Га-Шахар; в Септ. ошибочно Σεραδά καί Σιών[29]; ивр. רחשה תרצ‎; «свет утренней зари»)[30]

## Мнение критической школы
Критиков занимал вопрос, почему в генеалогической схеме 12 родоначальников еврейского народа Рувим занимает первое место, тогда как в исторической жизни народа это колено никогда не играло выдающейся роли? Возможно, что Рувим считается первым потому, что он первым приобрёл удел в Палестине; среди заиорданских колен, пользовавшихся известной самостоятельностью, он играл первенствующую роль. Рассказ о поступке Рувим с Валлой (Билгой) имел целью объяснить причину, почему это колено потеряло свое первоначальное значение. Реальным основанием для этого рассказа могла послужить, согласно ЕЭБЕ, царившая среди этого колена необузданность нравов, которая могла проникнуть в этот удел от соседних моавитян и аммонитян; происхождение этих народов приписывалось, как известно, аналогичному акту кровосмешения (Быт. 19).